# Лео Делиб
Клеман Филибер Лео Делиб (фр. Léo Delibes; Сен Жермен ди Вал, 21. фебруар 1836 — Париз, 16. јануар 1891) је био француски композитор романтизма.
Делиб је рођен 1836. године као син поштара и музикалне мајке, али и као унук оперског певача. Одгајили су га углавном његова мајка и ујак, због ране очеве смрти. Године 1871, са 35 година, Делиб се оженио Леонтином Естел Данен. Делиб је умро 20 година касније, 1891. године, и сахрањен је на гробљу на Монмартру у Паризу.

## Биографија
Од 1847. године, Делиб је студирао композицију на Париском конзерваторијуму као студент Адолфа Адама. Годину дана касније, почео је са часовима певања, мада је касније постао много бољи оргуљаш него певач. Био је корепетитор и диригент хора у Théâtre-Lyrique, други диригент хора у Париској опери (1864) и оргуљаш у Сен Пјер де Шајоу између 1865. и 1871. године. Прва од његових многобројних оперета била је Deux sous le charbon, написана 1856. године за Фоли-Нувел. Делиб је достигао праву славу 1870. године са успехом свог балета Coppélia; назив тог балета се односи на лутку, описану у делу, која постаје жива. Остали балети укључују  (1876) и La Source (1866), његов први балет, који је написао са Лудвигом Минкусом.
Делиб је такође компоновао разне опере, од којих последња, Lakmé (1883), садржи, међу бројним нумерама, познату колоратуру познату као Légende du Paria као и The Flower Duet, баркаролу коју су рекламе Бритиш ервејза популаризовале 1990-их година. У то време, његове опере су импресионирале Чајковског довољно да га он оцени боље од Брамса.
Године 1867, Делиб је компоновао Divertissement Le Jardin Animé за оживљавање балета Жозефа Мазилијеа/Адолфа Адама, Le Corsaire; написао је масу, кантату на тему Алжира; компоновао је оперете и музику за позориште, као што су игре за Игоов Le roi s'amuse, комад који је Верди претворио у Риголето. Неки музиколози верују да је балет у Гуноовом Фаусту заправо компоновао Делиб.

## Утицај
Делибова дела су позната по томе што су веома утицала на композиторе као што су Чајковски, Сен-Сан и Дебиси. Његов балет  био је од посебног интереса за Чајковског.